# Geert Schrijvers
Geert Schrijvers (1971) is een Nederlands componist, dirigent, musicoloog en klarinettist.

## Levensloop
Schrijvers studeerde klarinet aan het Brabants Conservatorium in Tilburg, muziekwetenschappen aan de Universiteit Utrecht in Utrecht en HaFa-directie aan het Rotterdams Conservatorium in Rotterdam. Van het laatste conservatorium kreeg hij in 2003 zijn Groot Diploma. 
Als dirigent is hij bezig bij verschillende orkesten, onder andere sinds 2006 als tweede dirigent bij de Koninklijke Harmonie "Pieter Aafjes", Culemborg en dirigent van het harmonieorkest van de Muziekvereniging "De Phoenix", Wateringen, dirigent van de Koninklijke harmonie "Cecilia", Princenhage, dirigent van Harmonie "Sint Caecilia", Schipluiden, dirigent van het Fanfareorkest "Pius X", Poeldijk en als dirigent van het Groot Harmonie Orkest van Koninklijk Erkend Harmonie Kaatsheuvel.
Verder is hij ook als componist en arrangeur werkzaam. Schrijvers behoort tot het bestuur van de stichting “Original Winds”, een stichting die wil laten zien dat blaasmuziek in alle gedaantes een overduidelijk bestaansrecht heeft en deze wil combineren met andere kunstvormen. Naast verschillende bewerkingen van werken uit de klassieke muziek heeft hij ook zelf gecomponeerd. Veel van zijn werken worden uitgegeven door uitgeverij Molenaar.
- Gemeinsame Normdatei: 1025261283
- International Standard Name Identifier: 0000 0003 7673 5022
- MusicBrainz: db8fbb65-724d-4328-9f1e-cdb8f8139064
- Virtual International Authority File: 253717240
- WorldCat: E39PBJrwVt7GfdGgGPjyBJWhpP